# Rock Mills
Rock Mills – jednostka osadnicza w Stanach Zjednoczonych, w stanie Alabama, w hrabstwie Randolph.